# سیارک ۸۵۵۱۱
سیارک ۸۵۵۱۱ (به انگلیسی: 85511 Celnik، نامگذاری:1997UR10) هشتاد و پنج هزار و پانصد و یازدهمین سیارک کشف شده‌است که در ۳۰ اکتبر ۱۹۹۷ کشف شد.